# خوان کارلوس دومینگوئز
خوان کارلوس دومینگوئز (اسپانیایی: Juan Carlos Domínguez‎؛ زادهٔ ۱۳ آوریل ۱۹۷۱) دوچرخه‌سوار اهل اسپانیا است. وی در بازی‌های المپیک تابستانی ۲۰۰۰ شرکت کرده است.